# 461
Năm 461 là một năm trong lịch Julius.